# Boreotrophon rotundatus
Boreotrophon rotundatus är en snäckart som först beskrevs av Dall 1902.  Boreotrophon rotundatus ingår i släktet Boreotrophon och familjen purpursnäckor. Inga underarter finns listade i Catalogue of Life.